# Gioiella
Gioiella è una frazione del comune di Castiglione del Lago (PG), posta sulle colline ad ovest del lago Trasimeno, a un'altezza di 366 m s.l.m. e ai confini con la Toscana.
Secondo i dati del censimento Istat 2001, gli abitanti sono 221, mentre il sito del Comune riporta un conteggio di 423 residenti.
Altre località del territorio sono Selvella, San Lorenzo, Bonazzoli Secondo, Binami (295 m, 25 abitanti).

## Storia
Oltre che dagli antichi etruschi (sono state trovate alcune tombe, visitabili, con pregevoli manufatti, sin dal 1777), nella successiva epoca medioevale era rifugio estivo del Duca della Corgna, che cercava scampo dalle zanzare che infestavano le acque, all'epoca paludose, del Trasimeno.
Il duca qui aveva il suo casino di caccia, in cui cercava riposo ed evasione dopo le sue avventure.
Inoltre, vi si trovava anche una tenuta dei gesuiti.
Fu una delle 14 poste del Chiugi Perugino, il territorio occidentale del Trasimeno che ricadeva sotto l'influenza di Perugia (e dello Stato della Chiesa).
Negli annali si riporta che nei primi del '900 gli abitanti fossero circa 1.000. Già nel 1849 alcuni paesi, tra cui Gioiella, chiesero di staccarsi dal comune di Castiglione, ma invano. Poi, con la fine della mezzadria, le campagne si sono progressivamente spopolate.

## Monumenti e luoghi d'interesse

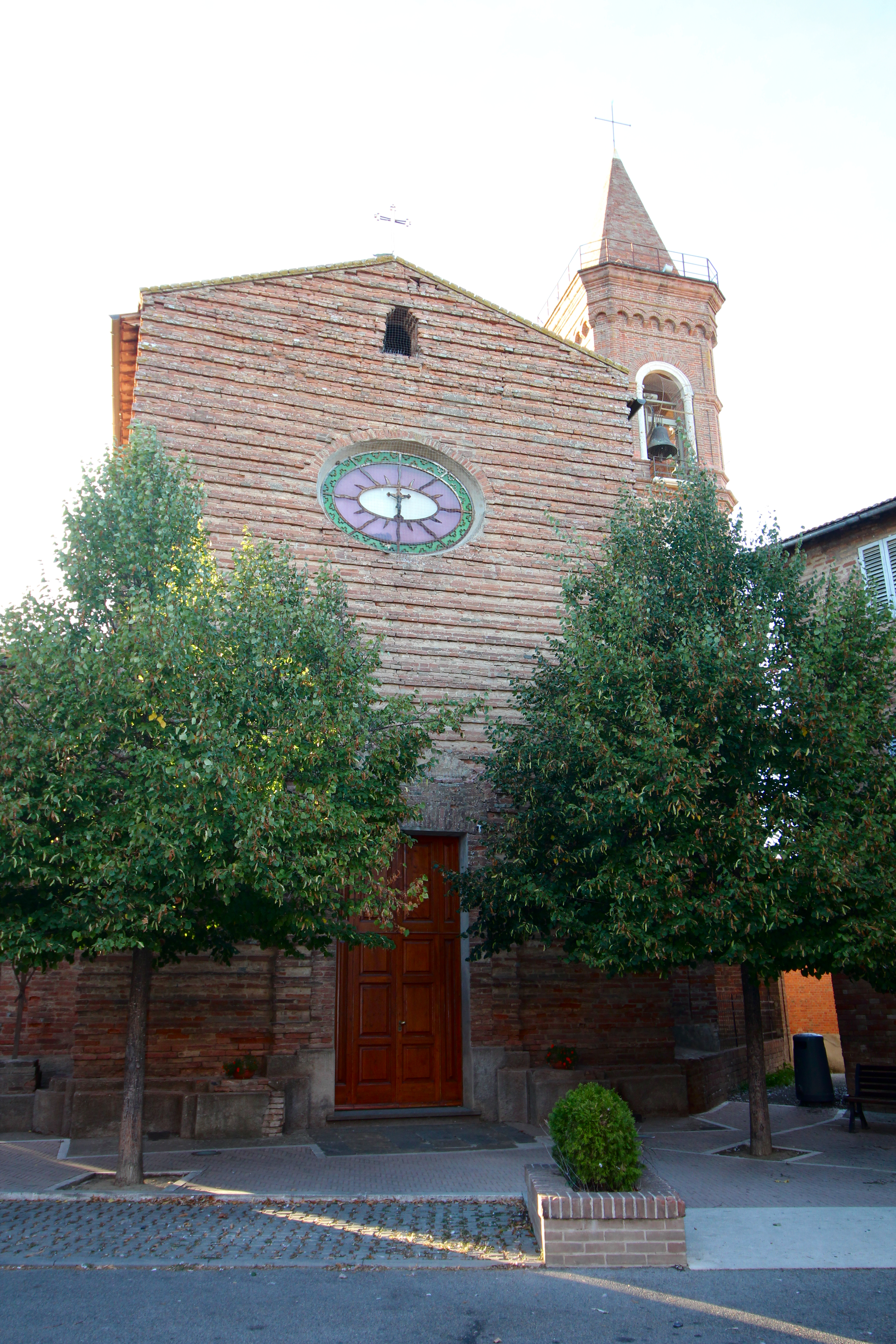
La chiesa di San Lorenzo

- Chiesa parrocchiale di S. Lorenzo Martire;
- Cappella di Santa Lucia, visitata nel 1572 da mons. Della Rovere.

## Economia e manifestazioni
La località è ben conosciuta dagli appassionati di motociclismo, per la presenza del circuito internazionale di motocross, il crossodromo "Vinicio Rosadi", che ha ospitato più volte il Mondiale.